# Лёвин, Александр Иванович
Алекса́ндр Ива́нович Лёвин (7 мая 1909, Ртищево, Саратовская губерния — 8 июля 1948, Москва) — командир 990-го стрелкового полка 230-й стрелковой Сталинской дивизии 9-го стрелкового корпуса 5-й ударной армии 1-го Белорусского фронта, подполковник, Герой Советского Союза (31 мая 1945).

## Биография

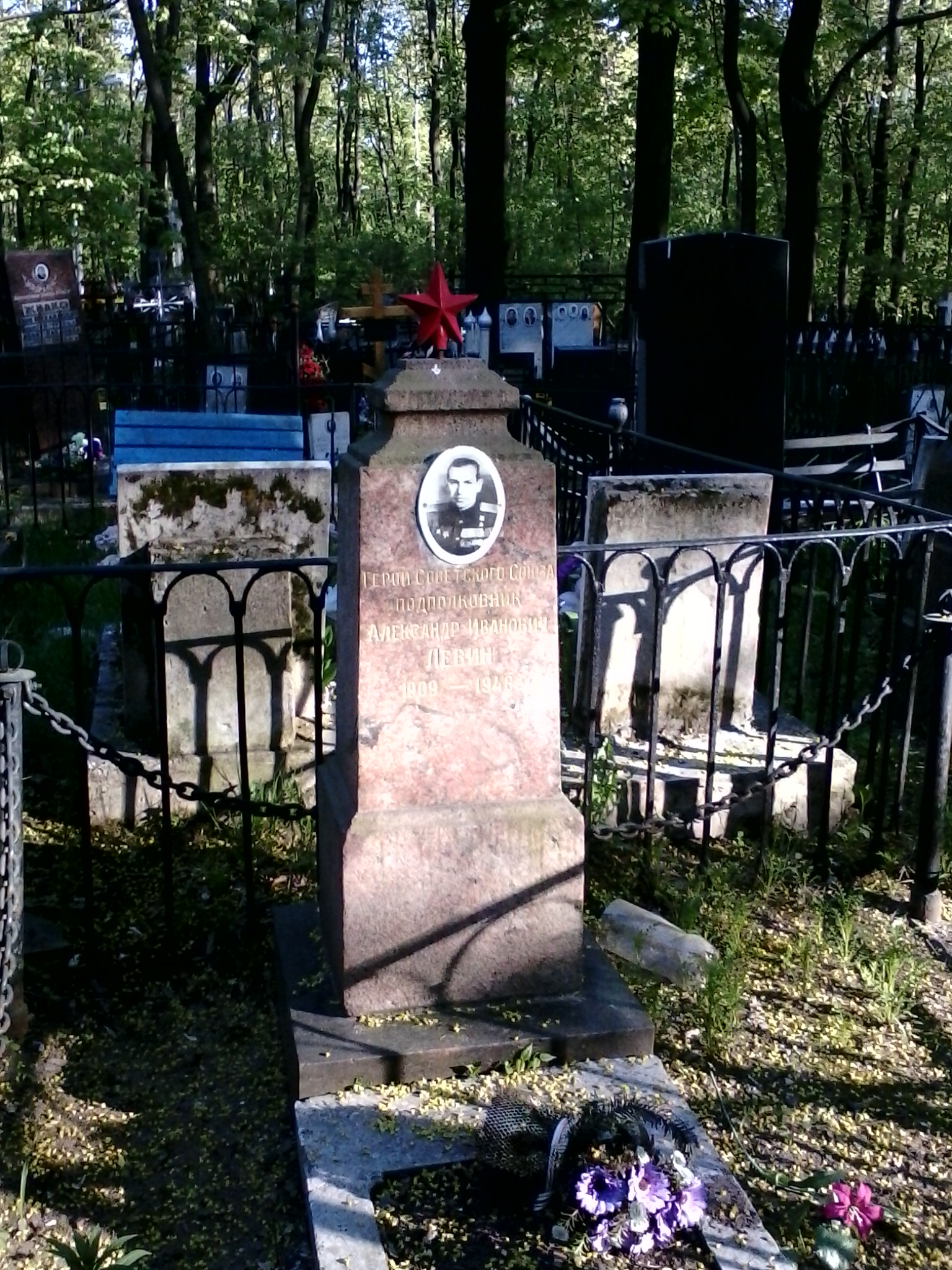
Могила Лёвина на Введенском кладбище Москвы.

Александр родился 7 мая 1909 года в посёлке Ртищево Саратовской губернии (ныне — город в Саратовской области), в семье рабочего. Русский. Член КПСС с 1934 года. Окончил семилетнюю школу, затем — железнодорожный техникум в городе Ашхабаде.
В 1932 году был призван в Красную Армию. В 1933 году Александр окончил командирские курсы, в 1942 году — ускоренные офицерские курсы при Военной академии имени М. В. Фрунзе. С августа 1942 года до победы над Германией на фронтах Великой Отечественной войны. Сражался с немецко-фашистскими захватчиками на Западном, Северо-Кавказском, Южном, 4 и 3-м Украинских и 1-м Белорусском фронтах. Принимал участие в обороне Кавказа, освобождении Украины, Молдавии, Польши, разгроме врага на территории Германии. В 1943 году был ранен.
16 апреля 1945 года началась Берлинская наступательная операция войск 1-го и 2-го Белорусских и 1-го Украинского фронтов с целью в кратчайший срок завершить полный разгром немецко-фашистской армии, овладеть Берлином и выйти на реку Эльба.
В тот день, за два часа до рассвета, 990-й стрелковый полк 230-й стрелковой Сталинской дивизии, командиром которого был подполковник Александр Иванович Лёвин, перешёл в наступление с Кюстринского плацдарма. При поддержке артиллерии подразделения без потерь овладели первой позицией. Однако чем больше они углублялись в оборону противника, тем упорнее становилось сопротивление. Южнее полк Лёвина был встречен хорошо организованным огнём из всех видов оружия и вынужден был остановиться.
Подполковник Лёвин, умело организовав разведку, нащупал слабые места в обороне противника и в ночь на 19 апреля внезапным ударом прорвал вражеские укрепления. Через два дня полк завязал бои на восточной окраине Берлина. 23 апреля полк Лёвина вышел к реке Шпрее в районе Карлсхорста, которую предстояло с ходу форсировать. Река имела здесь ширину до 60 метров и высокие, одетые в бетон берега.
Ночью, по наспех сколоченным из жердей лестницам, бойцы спустились к реке, погрузились на плоты, изготовленные из досок, брёвен, пустых бочек, железнодорожных шпал. В ход были пущены также спасательные пояса с затонувшего парохода, обыкновенные ванны, взятые на складе и рыбачьи лодки, подобранные на озере Штиниц-зее. Роты одним броском форсировав реку, гранатами перебили пулемётчиков в подвалах домов и захватили небольшой плацдарм. Александр Иванович Лёвин переправился вместе с передовыми подразделениями полка и взял руководство боем на плацдарме в свои руки. На рассвете к участку переправы прорвались катера Днепровской флотилии, которые перебросили на юго-западный берег Шпрее танки и артиллерию. Гитлеровцы предприняли несколько контратак, но было уже поздно. Полк прочно удерживал каменные дома на набережной реки.
Штурмовые группы, в состав которых входили танки и орудия крупного калибра, возобновили свои действия. Занимая дом за домом, квартал за кварталом, советские войска продвигались к центру Берлина. В ожесточённом бою 29 и 30 апреля полк Лёвина уничтожил более 500 гитлеровцев и занял здание берлинской государственной типографии.
За личное мужество и умелое руководство полком при форсировании реки Шпрее и штурм Берлина, 31 мая 1945 года Александру Ивановичу Лёвину присвоено звание Героя Советского Союза с вручением ордена Ленина и медали «Золотая Звезда».
После войны А. И. Лёвин продолжил службу в Вооружённых силах СССР. Умер 8 июля 1948 года. Похоронен в Москве на Введенском кладбище (11 уч.).

## Награды
- Герой Советского Союза (31 мая 1945).
- Орден Ленина (31 мая 1945).
- Орден Красного Знамени (1945).
- Орден Отечественной войны 2-й степени (1944).
- Орден Красной Звезды (1943).
- Медаль «За боевые заслуги» (1944).
- Медаль «За оборону Кавказа».
- Медаль «За взятие Берлина».
- Медаль «За освобождение Варшавы».
- Три другие боевые медали.